# Maurice Tornay (homme politique)
Pour les articles homonymes, voir Tornay.
Maurice Tornay, né le 6 novembre 1953, est une personnalité politique valaisanne, membre du Parti démocrate-chrétien.
De 1998 à 2009, Maurice Tornay préside une fiduciaire (qui révise notamment les comptes de Giroud vins SA). De 2009 à 2017, il est conseiller d'État du Canton du Valais.

## Biographie
Après avoir achevé sa scolarité obligatoire, il obtient un certificat fédéral de capacité d'employé de commerce, puis un brevet d'expert-comptable et d'expert fiscal diplômé. Il exerce la profession de caissier-comptable auprès de l'Office des poursuites à Sierre, puis auprès de la commune d'Orsières, avant d'ouvrir sa fiduciaire en 1989. La même année, il est élu comme député suppléant au Grand Conseil du canton du Valais, il est alors président de la section communale du Parti démocrate-chrétien.
Candidat non-élu à l'élection au Conseil national en 1995, il est réélu comme député au Grand Conseil valaisan en 1997 et prend alors la direction du groupe démocrate-chrétien des 4 districts du Bas-Valais jusqu'en 2005.
De 1998 à 2009, Maurice Tornay préside Alpes audit, la fiduciaire qui révise les comptes de Giroud vins SA.
Il est candidat pour l'élection de 2009 au Conseil d'État valaisan. Il a été choisi par les membres de la section romande de son parti cantonal réunis en assemblée le 6 juin 2008 à Conthey contre Christophe Darbellay comme représentant du Bas-Valais alors que Jacques Melly a été élu contre Marie-Françoise Perruchoud-Massy pour représenter le Valais central,
Le dimanche 1er mars 2009, il obtient la deuxième position dans le ballotage général au Conseil d'État et devient le chef du département des finances, des institutions et de la santé. Durant ce mandat, il propose et obtient des réductions d’impôts pour les contribuables valaisans.
Depuis le 1er février 2010, il est président de la Conférence latine des directeurs cantonaux des finances succédant ainsi au sortant vaudois, Pascal Broulis. Depuis le 27 janvier 2012, il est également membre de la Conférence des directeurs cantonaux des finances.
Le 17 mars 2013, il est réélu pour un second mandat lors du 2e tour des élections cantonales. Du 1er mai 2013 au 30 avril 2014, il préside le Conseil d'État valaisan. Le 28 juin 2013, la conférence des directeurs cantonaux des finances le choisit comme vice-président.
En avril 2015, à la suite de l'affaire Giroud, à l'affaire Cleusix, à l'affaire de l'Hôpital du Valais et à différentes demandes de démission, une journaliste du Temps décrit Maurice Tornay comme « laminé politiquement » et ajoute que « […] en Valais le bien commun passe après le bien-être électoral des partis ». Il ne se représente pas aux élections cantonales en 2017.
Le 27 novembre 2019 il est nommé à la commission fédérale des maisons de jeu ( CMFJ ) par le Conseil Fédéral, sur proposition des cantons pour la période législative 2020-2023.

### Affaire Giroud
Dominique Giroud est un grand marchand de vin accusé d'avoir soustrait 7 millions de francs suisses au fisc durant les années 2000. Maurice Tornay, qui n'était pas son fiduciaire de l’époque, a subi un rapprochement médiatique avec l'encaveur en question et fut critiqué pour sa gestion de l’affaire. Maurice Tornay a publié le 27 décembre 2013 un communiqué de presse, où il se dit « Pris en tenaille entre secret de fonction et secret professionnel […] ». Le 6 avril 2014, Maurice Tornay confie au journal Le Matin qu'il n'a pas touché d’argent de Dominique Giroud pour sa campagne 2012-2013 de réélection au Conseil d’État du Valais, contrairement à sa campagne de 2009. Le 21 janvier 2014, la Commission de Gestion du Grand Conseil se saisit du dossier Giroud dans le but d’examiner si les institutions de l’État ont fonctionné correctement et si les intérêts de l’État ont été préservés ; elle demande aussi au Conseil d’État la levée immédiate du secret de fonction des magistrats et fonctionnaires concernés par l'affaire Giroud. Le rapport de la commission de gestion est prévu pour mai ou septembre 2014,.
À propos de l'implication de Maurice Tornay dans l'Affaire Giroud dévoilé par la journaliste Marie Parvex dans le journal Le Temps en octobre 2013, le politologue René Knüsel a déclaré que l'« on pourrait la comparer avec l'affaire Kopp ».
En décembre 2014, Le Temps révèle que, le 30 juin 2004, la fiduciaire de l’Entremont, présidée par Maurice Tornay, établit une déclaration fiscale pour l'entreprise de Dominique Giroud avec un revenu imposable de 650 000 francs en 2003. Cette déclaration n'étant pas envoyée au service des contributions, ce dernier établi une taxation d'office sur un revenu estimé à 370 000 francs. Selon Le Temps, la fiduciaire de Maurice Tornay intervient alors pour demander (et obtient) une taxation d'office sur un revenu imposable de 250 000 francs. Selon l'avocat fiscaliste Philippe Kenel, « Il est évident que la défense de Maurice Tornay pose un problème. Il doit absolument dire, voire prouver, quelle était sa conviction quant au revenu imposable réel de son client pour l’année 2003 ».
En janvier 2015, le Temps titre « Affaire Giroud : le ministre Tornay disculpé ». Le président de la Commission de gestion, Narcisse Crettenand (PLR), déclare qu'« aucun élément ne permet de dire que Maurice Tornay a influencé ou tenté d’influencer le traitement du dossier Giroud par le Service cantonal des contributions ». Cependant, Le Matin Dimanche publie par la suite des courriels impliquant directement Maurice Tornay dans l'affaire.